# Jossigny
Jossigny település Franciaországban, Seine-et-Marne megyében. Lakosainak száma 639 fő (2022. január 1.). Jossigny Serris, Villeneuve-Saint-Denis, Bussy-Saint-Georges, Chanteloup-en-Brie, Favières és Montévrain községekkel határos.

## Népesség
A település népességének változása:
| Lakosok száma | 652  | 670  | 674  | 687  | 671  | 656  | 640  | 641  | 639  |
|               | 2013 | 2015 | 2016 | 2017 | 2018 | 2019 | 2020 | 2021 | 2022 |